# Francis Kol
Francis Kol (Brussel, 9 februari 1826 – Antwerpen, 8 mei 1856) is een van de laatste misdadigers van gemeen recht die in België de doodstraf met de guillotine moest ondergaan. Hij werd veroordeeld als moordenaar van de boerin Robberechts in Kontich waar hij tewerkgesteld was. De terechtstelling werd uitgevoerd op het Kasteelplein te Antwerpen en was de laatste die plaatsvond in deze stad.

## Biografie
Kol werd te Brussel "in de rol" gevonden op 9 februari 1826 en was "bij gessing" 14 dagen oud. Hij was gekleed met drie mutsen, een hemd en een violette katoenen hemdrok. Tot zijn twaalfde werd hij in het vondelingengesticht van Brussel opgevoed, waarvan hij pas later besefte wat een hel het daar was. Vanaf zijn twaalfde wroette hij van 's morgens vroeg tot 's avonds laat, dan knecht hier, dan werkjongen daar. Dat leven beu scheepte hij in, zoals zovele anderen, naar Amerika, naar het land van belofte. Hij was toen bijna 22 jaar. Als matroos of als buildrager kende hij te New York niet meer geluk dan hier. Na een tweetal jaren landde hij als matroos aan, eerst te Liverpool, dan te Hamburg, en zes maanden later kwam hij terug naar Antwerpen, bedrogen in zijn verwachtingen. Toen werd hij aangenomen als knecht bij de familie Van Asbroeck aan de Brug (Zemst). Een van de grote pachters in Zemst in de 19de eeuw was Joannes Baptist Van Asbroeck. Hij hield er een grote boerderij op na, die aan om en bij de 25 personen onderdak verschafte. Tweehonderd meter verder woonde zijn broer, eveneens pachter, met zijn familie en dienstpersoneel.
Het was in die tijd de gewoonte dat er in rurale gemeenten zoals Zemst op de boerderijen veel gewerkt werd met dienstpersoneel, met name meiden en knechten. Sommige van deze knechten verbleven er al sinds hun kinderjaren. Zij werden er grootgebracht, de boeren kregen subsidies van het stedelijk OCMW om deze kinderen (op) te voeden. Het waren vondelingen of ouderloze kinderen.
Ook bij Joannes Baptist Van Asbroeck verbleven er knechten en meiden. Een van hen was Francis Kol. Hij was eveneens een vondeling, maar hij was niet bij Van Asbroeck opgevoed.
Hij verbleef er van 1850 tot oktober 1855. Hierna vertrok hij naar Kontich, waar hij het opnieuw ging proberen als boerderijhulp, bij boer Robberechts.

## Diefstal en moord
Toen hij er nog maar drie weken actief was begon hij op een dag het huis van zijn werkgever te besnuffelen op zoek naar geld en juwelen. Hij dacht dat de bewoners naar de mis waren, maar Joanna Theresia Michiels, huisvrouw van boer Robberechts, bleef onverwachts thuis. Zo betrapte ze hem tijdens zijn activiteiten. Met een kapmes en een kniptang brak hij de koffer open waaruit hij zich de welgevulde beurs, waarin tussen de 600 en de 1000 frank lag, eigen maakte. Dit geld had boer Robberechts bestemd om zich een aantal nieuwe paarden aan te schaffen. Verder maakte hij zich meester van een zilveren horloge met ketting. Toen Kol door de vrouw des huizes betrapt werd, sloeg hij haar voorhoofd in met het kapmes. Een van de vele bewijzen die tegen hem verzameld waren was het feit dat Kol daags tevoren in Zemst, waar hij nog steeds officieel was ingeschreven, een certificaat had aangevraagd om naar het buitenland te kunnen vertrekken. De burgemeester van Zemst had hem de nodige papieren ter hand gesteld, opdat hij op het Provinciaal Gouvernement te Brussel gratis een paspoort zou kunnen verkrijgen. Hij sprak erover naar Frankrijk te vertrekken. Kol maakte te Parijs grote sier met de spaarcenten van de familie Robberechts. De Parijse politie echter, die uit de kranten had vernomen dat er in België een gruwelijke moord was gepleegd, vond de handelwijze van Kol verdacht. Hij deed geheimzinnig en leefde boven zijn stand. Daarom werd hij uiteindelijk gearresteerd en aan de Belgische autoriteiten overgedragen.

## Het proces
De zaak kwam voor het assisenhof van Antwerpen op 12 maart 1856. Er werden 15 getuigen opgeroepen, waaronder een landbouwster uit Zemst, aan wie de beschuldigde had verklaard naar Frankrijk te vertrekken. Heel de zaak draaide rond het plotse vertrek van Kol naar Parijs op de avond van de moord; de uitbundige uitgaven van Kol, die voordien nochtans niets scheen te bezitten; de aanwezigheid van Kol te Kontich rond het uur van de misdaad en bloedvlekken op zijn neusdoek en kiel, te Mechelen in bewaring gegeven en door Robberechts en zijn meid herkend. Op 5 uren en op 1 enkele zitting werd Kol tot de doodstraf veroordeeld. Hij deed nog een vergeefse poging om genade te vragen, maar dit werd prompt afgewezen. De laatste dag voor zijn terechtstelling had hij voortdurend gemijmerd en voortdurend herhaalde hij Moeder, waarom hebt gij mij verlaten? Nooit heb ik U gekend, ook vader niet. Zelfs uw naam is mij onbekend. Hoe heb ik soms naar U getracht, in mijn eenzaamheid. Ik vergeef het U moeder, dat gij mij te vinden legdet. Ook voor U was de wereld misschien wreed geweest. Ik heb pijn, niet zozeer omdat ik moet sterven, maar omdat het mij zelfs nu, wanneer ik de wereld ga verlaten, niet gegund is mijn moeder vaarwel te zeggen, alhoewel zij misschien dichter bij mij leeft dan ik vermoed.

## De terechtstelling
De 8ste mei 1856 was het dan zover. Kol kwam rond 9.00 uur op het Kasteelplein te Antwerpen aan. Naast de wagen stapten de beul en zijn helpers. Hij droeg een hoed zoals de gouverneur, met een Belgische kokarde versierd. Ondanks het getrappel van de paarden hoorde men nu en dan de gebeden van de priester. Toen ten slotte Kols hoofd viel, bad de geestelijke In paradisum deducant te Angeli.
Sinds de halsrechting van Frans Kol worden de genadeverzoeken van alle terdoodveroordeelden ingewilligd en de door het Assisenhof van Antwerpen uitgesproken doodstraf in levenslange dwangarbeid omgezet. Met de uitvoering van het doodvonnis werd een bloedige periode afgesloten in de geschiedenis van het Antwerps gerecht. Een fragment uit Kols overlijdensakte luidde als volgt: Overlijdensacte van Franciscus Kol, boerenknecht, oud dertig jaer, te Brussel gevonden, te Sempst provincie Brabant gehuisvest.... In de bevolkingsregisters van 1847-1856 van Zemst staat Kol genoteerd bij de lijvige familie Van Asbroeck. Bij de rubriek "opmerkingen" in dit register heeft de ambtenaar genoteerd: guillotiné à Anvers.